# 马里奥·苏亚雷斯 (1987年)
马里奥·苏亚雷斯·马塔（西班牙語：Mario Suárez Mata，發音：[ˈmaɾjo ˈswaɾeθ ˈmata]；1987年2月24日—），西班牙足球運動員，目前效力西甲球隊華歷簡奴，司職中场。

## 球會生涯

### 早年
他在馬德里阿爾科文達斯出生，出身於馬德里競技的青訓。他首次為「床單軍團」一隊上陣是2005年11月6日對陣西維爾的比賽，他上陣四分，球隊最後以0:0戰平對手。他在05-06球季總共上陣4場，其中兩場正選上陣兼打滿90分鐘。
由2006至2008年，蘇亞雷斯都被球會外借到西乙聯賽聯賽。當中包括06-07球季在華拉度列和07-08球季在切爾達。

### 馬略卡
經歷兩年的租借生涯之後，在2008年8月，蘇亞雷斯被球會賣至另一西甲球會馬略卡，簽訂五年合約而合約中標明馬德里體育會有重新簽回蘇亞雷斯的可能性。
在效力馬略卡的兩個球季中，蘇亞雷斯有着出色的表現。他在09-10球季上陣34場並射入5場從而協助馬略卡這支在巴利亞利群島的球會取得來季歐霸的資格。他的出色表現令馬德里體育會啟動合約中再次購買條款。因此，在球季完結後，蘇亞雷斯返回床單軍團的懷抱。

### 馬德里競技
當蘇亞雷斯回歸馬德里競技後，他在10-11球季便取代了離隊的巴西中場保羅·阿辛卡奧成為球隊的正選中場。在2011年4月10日，他終於打進自己床單軍團的第一個進球，協助球隊主場3:0擊敗皇家蘇斯達。
2014年8月10日，蘇亞雷斯在對陣沃尔夫斯堡的友誼賽中被隊友克裡斯蒂安·安薩爾迪不慎擊中頭部，蘇亞雷斯隨倒地昏迷並被送往醫院搶救。他其後被確定患有腦震盪而被迫留在德國休養令他無法隨球隊返回西班牙。 但在同年8月19日，他仍然為床單軍團在2014年西班牙超級盃首回合客場1:1迫和皇家馬德里的比賽中正選出場。
蘇亞雷斯在2015年3月7日打進他在2014-15賽季的第二個進球，在歐洲冠軍聯賽16強對陣勒沃库森次回合上半場27分鐘打進全場唯一進球。他在互射十二碼階段打進一球，令床單軍團最終以3:2擊敗藥廠，晉身半準決賽階段。 

## 國際賽生涯
蘇亞雷斯參加西班牙U20在2007年在加拿大舉行的2007年U20世界盃足球賽。他在小組賽次輪對陣尚比亞射入一球點球，協助國家隊以2:1擊敗對手。 隨隨後，他代表西班牙U21參加在瑞典2009年歐洲U-21足球錦標賽，國家隊最終在小組賽出局。
2013年2月6日，蘇亞雷斯首次獲得西班牙國家隊的徵召。在卡塔爾多哈與烏拉圭的友誼賽中，在最後二十分鐘以替補身份上場。最終西班牙以3:1勝出。他在2015年3月31日作客荷蘭的友誼上陣並在下半場68分鐘被拉莫斯入替。

## 榮譽
馬德里競技
- 歐霸盃：2011–12賽季冠軍
- 西甲: 2013–14冠軍
- 歐洲超級盃: 2010, 2012冠軍
- 西班牙國王盃: 2012–13冠軍
- 西班牙超級盃: 2014冠軍
- 歐洲聯賽冠軍盃:  2013–14亞軍
- 西班牙超級盃: 2013亞軍

西班牙U19
- 歐洲U-19足球錦標賽：2006年冠軍

## 數據

### 球會
最後更新：2015年4月18日
| 球會         | 球季     | 聯賽     | 聯賽 | 聯賽 | 盃賽 | 盃賽 | 洲際 | 洲際 | 總計 | 總計 |
| 球會         | 球季     | 組別     | 上場 | 入球 | 上場 | 入球 | 上場 | 入球 | 上場 | 入球 |
| ------------ | -------- | -------- | ---- | ---- | ---- | ---- | ---- | ---- | ---- | ---- |
| 馬德里體育會 | 2005–06  | 西甲     | 4    | 0    | 2    | 0    | 0    | 0    | 6    | 0    |
| 馬德里體育會 | 2006–07  | 西甲     | 0    | 0    | 0    | 0    | 0    | 0    | 0    | 0    |
| 馬德里體育會 | 總計     | 總計     | 4    | 0    | 2    | 0    | 0    | 0    | 6    | 0    |
| 華拉度列     | 2006–07  | 西乙     | 23   | 3    | 7    | 1    | 0    | 0    | 30   | 4    |
| 華拉度列     | 總計     | 總計     | 23   | 3    | 7    | 1    | 0    | 0    | 30   | 4    |
| 切爾達       | 2007–08  | 西乙     | 26   | 2    | 1    | 0    | 0    | 0    | 27   | 2    |
| 切爾達       | 總計     | 總計     | 26   | 2    | 1    | 0    | 0    | 0    | 27   | 2    |
| 馬略卡       | 2008–09  | 西甲     | 26   | 0    | 6    | 0    | 0    | 0    | 32   | 0    |
| 馬略卡       | 2009–10  | 西甲     | 34   | 5    | 4    | 1    | 0    | 0    | 38   | 6    |
| 馬略卡       | 總計     | 總計     | 60   | 5    | 10   | 1    | 0    | 0    | 70   | 6    |
| 馬德里體育會 | 2010–11  | 西甲     | 27   | 2    | 4    | 0    | 4    | 0    | 35   | 2    |
| 馬德里體育會 | 2011–12  | 西甲     | 28   | 0    | 0    | 0    | 14   | 0    | 42   | 0    |
| 馬德里體育會 | 2012–13  | 西甲     | 29   | 1    | 8    | 0    | 6    | 0    | 43   | 1    |
| 馬德里體育會 | 2013–14  | 西甲     | 17   | 0    | 2    | 0    | 5    | 0    | 24   | 0    |
| 馬德里體育會 | 2014–15  | 西甲     | 19   | 1    | 7    | 0    | 8    | 1    | 34   | 2    |
| 總計         | 總計     | 總計     | 120  | 4    | 21   | 0    | 37   | 1    | 178  | 5    |
| 生涯總計     | 生涯總計 | 生涯總計 | 233  | 14   | 41   | 2    | 37   | 1    | 311  | 17   |

## 外部連結
- 馬德里體育會官方檔案 （英文）
- BDFutbol檔案 （页面存档备份，存于） （英文）
- Futbolme檔案 （页面存档备份，存于） （西班牙文）
- Mario Suárez – FIFA國際賽競賽紀錄 (存檔) （英文）
- Transfermarkt檔案 （页面存档备份，存于） （英文）